# استفانو مولیناری
استفانو مولیناری (انگلیسی: Stefano Molinari؛ زادهٔ ۲۶ اوت ۲۰۰۰) بازیکن فوتبال اهل ایتالیا است.